# Aulo Vibenna
Aulo Vibenna (en etrusco, Avile Vipina) fue un noble etrusco del siglo VI a. C., hermano del de Celio Vibenna (Caile Vipina).

## Biografía
La existencia histórica de Aulo Vibenna está confirmada por dos piezas arqueológicas: una copa encontrada en Veyes ,un kílix en bucchero (procedente del santuario de Portonaccio, al que no le queda más que el pie cilíndrico) del segundo cuarto del siglo VI a. C. (época en que vivió según la tradición) y que lleva la inscripción mini muluva[an]ece avile vipiienas, es decir, «me ha donado Aulo Vibenna»
Aulo, con esta dádiva, habría querido honrar al santuario de Veyes, cuyo prestigio eral tal que atraía no solo las dedicatorias de las altas personalidades locales sino también de otras ciudades etruscas importantes. El otro vaso, posterior en el tiempo, es una copa etrusca de figuras rojas conservada en el Museo Rodin de París. Probablemente fue descubierta en Vulci y data del siglo VI a. C. Posee una inscripción en etrusco cuya traducción es «copa de Aulo Vibenna». Frase que denota el carisma de este personaje cuya memoria es evocada medio siglo después.
Aulo habría estado en Roma, según se desprende de la alusión a su muerte hecha por Arnobio de Sicca, refiriéndose a Fabio Píctor que menciona el homicidio de Aulo. La cabeza de Aulo la encontraría en la Colina Capitolina un «esclavo de su hermano» (Servio Tulio)
La pseudoetimología de Capitolio es caput oli y el nombre de Auli deriva de Oli.
Los hermanos Vibenna aparecen en espejo etrusco proveniente de Bolsena y en cuatro urna cineraria|urnas cinerarias de Chiusi.

## Aulo Vibenna en la leyenda etrusca
Aulo y su hermano Celio Vibenna están bien representados en las leyendas etruscas.
La Tumba François de Vulci contiene una escena que representa a Aulo y Celio Vibenna formano parte de una aventura. 
La escena parece mostrar a Celio, Aulo Vibenna y Mastarna con unos compañeros llamados «Larth Ulthes», «Rasce» y «Marce Camitlnas». Las imágenes representan la ejecución de unos enemigos cuyos nombres son «Larths Papathnas Velznach», «PESNA Arcmsnas Sveamach», «Venthical» […] «plsachs» y «Cneve Tarchunies Rumach» (comparado con «Cnaeus Tarquino de Roma»). 

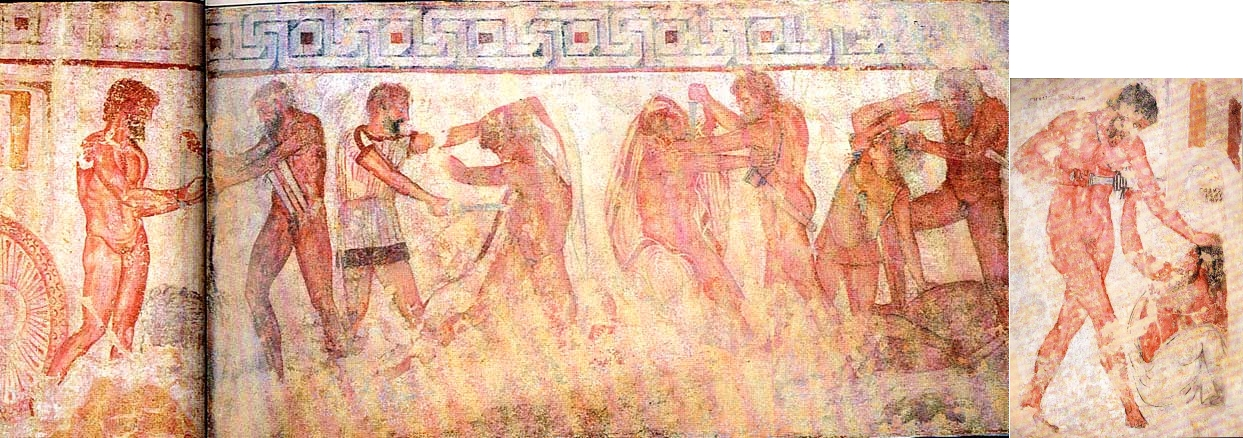
Escena de la Liberación de Celio Vibenna, originalmente en un fresco de la Tumba François, fue desprendida y trasladada a la colección Torlonia de Villa Albani, en Roma.

Parece que el grupo habría capturado a Celio y Aulo Vibenna, Rasce y Marce Camitinas, pero durante la noche, Larth Ulthes irrumpe en su campamento, armado con espadas que le da a sus compañeros. 
Los prisioneros están representados en el momento de matar a sus captores. Mastarna aparece liberando a Celio Vibenna.